# Michel Charréard
Michel Charréard (* 10. Juli 1959 in Vienne, Frankreich) ist ein ehemaliger französischer Radrennfahrer.
Als Amateur war Charréard für die Nationalmannschaft Frankreichs Teilnehmer der Internationalen Friedensfahrt 1982. Er beendete das Etappenrennen als 27. der Gesamtwertung.
Michel war Profi von 1983 bis 1984. Er blieb ein Jahr bei seiner ersten Profi-Mannschaft – UC Saint-Etienne-Pélussin – aus Frankreich. Zum Saisonbeginn 1984 startete er in einer portugiesischen Mannschaft, wechselte gleich in eine französische und zum 13. Juni 1984 in die (auch) französische Mannschaft U.N.C.P.
Einen Monat später fuhr er zum ersten Mal die Tour de France mit. Seine beste Platzierung war der 71. Platz in der 22. Etappe. Er erreichte als 117. der Gesamtwertung das Ziel auf dem Champs-Élysées.

## Erfolge
1984
- eine Etappe Tour du Vaucluse